# Coleonyx reticulatus
Espèce
Statut de conservation UICN

 LC  : Préoccupation mineure
Coleonyx reticulatus est une espèce de geckos de la famille des Eublepharidae.

## Répartition
Cette espèce se rencontre au Texas aux États-Unis et au Coahuila au Mexique.

## Description
C'est un gecko nocturne et terrestre qui a un aspect relativement similaire à Coleonyx elegans – et ils partagent d'ailleurs le même habitat – mais il est plus grand, pouvant atteindre ou dépasser les 170 mm. Il est de couleur variant du brun au marron clair (presque rose), avec des points noirs ou des bandes.
Ce gecko est capable de vocaliser.

## Éthologie
Ce gecko vit caché dans des crevasses la journée, pour se protéger de la chaleur. Il vit dans des milieux relativement arides, avec une hygrométrie faible, de fortes chaleurs la journée et une chute marquée des températures la nuit.

## Alimentation
Il consomme divers insectes de taille adaptée qu'il chasse sur le sol.

## Reproduction
Les pontes ont lieu en juillet, et sont semble-t-il constituées de deux œufs.

## Publication originale
- Davis & Dixon, 1958 : A new Coleonyx from Texas. Proceedings of the Biological Society of Washington, vol. 71, p. 149-152 (texte intégral).